# Petra Měchurová
Petra Měchurová (* 30. května 1976 Praha) je česká kadeřnice, první žena na světě, která v roce 2009 získala mezinárodní kadeřnické ocenění AIPP Grand Trophy.

## Kariéra
Svůj Salon Petra Měchurová založila v roce 2001, ale kadeřnicí se toužila stát už od páté třídy. Původně chtěla být baletkou, ale to se kvůli nemoci nepodařilo.
Vystupuje jako kadeřník a tvůrce na mnoha vlasových a módních show včetně nejprestižnějších světových, jako jsou The Alternative Hair Show, Top Hair International, Salon Look International a další. Petra Měchurová působila jako kreativní ředitelka Haute Coiffure Francaise pro Českou republiku či jako členka kreativního týmu H3 v Paříži, nadále působí jako ambasador L‘Oréal Professionnel a spolupracuje s českými i světovými módními návrháři.
V roce 2012 založila v rámci svého Salonu akademii Academy Lab Petra Měchurová, kde společně se svým týmem vzdělává ostatní kadeřníky.

## Ocenění
- Titul juniorského i seniorského mistra v účesové tvorbě
- Czech & Slovak Hairdressing Awards Kadeřník roku 2006[4]
- AIPP Grand Trophy 2009
- Jedna z 15 nejlepších kadeřníků světa podle prestižního časopisu Estetica Italy